# بويسيلارسيس ديتيسيموس
بويسيلارسيس ديتيسيموس (الاسم العلمي: Poecilarcys ditissimus) الممثل الوحيد لجنس بويسيلارسيس، هو نوع من العناكب الرتيلاوات الشكل من فصيلة العنكبوت الغازل المداري.

## مناطق التواجد
هذا النوع متوطن في تونس.

## المنشور الأصلي
- سيمون (1885): Études sur les Arachnides recueillis en Tunisie en 1883 et 1884 par MM. A. Letourneux, M. Sédillot et Valéry Mayet, membres de la mission de l'Exploration scientifique de la Tunisie، كتاب Exploration scientifique de la Tunisie، باريس، الصفحات 1-55.
- سيمون (1895): Histoire naturelle des araignées، باريس، المجلد 1، الصفحات 761-1084 (النص الكامل).

## روابط خارجية
- جنس بويسيلارسيس:
  - (بالإنجليزية) مصدر أنيمال ديفرستي ويب: Poecilarcys.
  - (بالإنجليزية) مصدر بيوليب: Poecilarcys Simon, 1895.
  - (بالإنجليزية) مصدر دليل الحياة: Poecilarcys.
  - (بالفرنسية) مصدر نظام المعلومات التصنيفية المتكامل: Poecilarcys Simon, 1895.
  - (بالإنجليزية) مصدر العالمي المفهرس البيولوجي والمنظم: Poecilarcys Simon 1895.
  - (بالإنجليزية) مصدر دليل العنكوب العالمي: 1895 dans la famille Araneidae.
- نوع بويسيلارسيس ديتيسيموس:
  - (بالإنجليزية) مصدر أنيمال ديفرستي ويب: Poecilarcys ditissimus.
  - (بالإنجليزية) مصدر بيوليب: (Simon, 1885).
  - (بالإنجليزية) مصدر دليل الحياة: Poecilarcys ditissimus (Simon, 1885).
  - (بالفرنسية) مصدر نظام المعلومات التصنيفية المتكامل: Poecilarcys ditissimus (Simon, 1885).
  - (بالإنجليزية) مصدر العالمي المفهرس البيولوجي والمنظم: Poecilarcys ditissimus (Simon, 1885).
  - (بالإنجليزية) مصدر دليل العنكوب العالمي: Poecilarcys ditissimus (Simon, 1885) dans la famille Araneidae.